# Fredric Lehne
Fredric Lehne (3 de febrero de 1959; también conocido como Fredric Lane) es un actor estadounidense que ha trabajado en más de 200 películas, miniseries, series y en el teatro. Ha protagonizado películas como: Con Air, Ordinary People y Being There. Entre sus actuaciones más conocidas se puede destacar el personaje de US Marshal Edward Mars (en la serie Lost) y por el papel de INS agent Janus (en la película Men in Black). Además, se ha destacado por su participación en series televisivas como Supernatural (donde interpreta a Azazel), Ghost Whisperer y Apology.

## Filmografía
- La noche más oscura --- El lobo (2012)
- American Horror Story: Asylum --- Frank McCann (7 episodios, 2012)
- Lost --- Marshal Edward Mars (9 episodios, 2004-2007)
- Saving Grace --- Richard (1 episodio, 2008)
- Criminal Minds --- Jack Vaughan (1 episodio, 2008)
- The Close --- Eugene 'Topper' Barnes (2 episodios, 2007)
- Supernatural --- The Yellow-Eyed Demon (3 episodios, 2006-2007)
- Ghost Whisperer --- Charlie Banks (2 episodios, 2006-2007)
- Medium --- David Delaney (1 episodio, 2006)
- Without a Trace --- George (1 episodio, 2005)
- CSI: NY --- Ross Lee (1 episodio, 2005)
- JAG --- Capt. Banes (2 episodios, 2002-2004)
- Max (2004) --- Max
- Dynamite (2002) --- Tom Baxter
- Submerged (2000) --- Richard Layton
- Touched by an Angel --- Eric (2 episodes, 1998-2000)
- Fortress 2: Re-Entry (2000)
- The X-Files --- Arthur Dales joven (2 episodios, 1998-1999)
- Con Air (1997) --- Piloto
- Murder, She Wrote --- Al Parker (2 episodios, 1987-1996)
- Dream Lover (1994) --- Larry
- Wiseguy --- Winston Chambers III (3 episodios, 1990)
- Mancuso, FBI --- Eddie McMasters (20 episodios, 1989-1990)
- China Beach --- Rick White (2 episodes, 1988-1989)
- Amityville 4
- Dallas --- Eddie Cronin (19 episodios, 1984-1985)
- The Seduction of Gina (1984) --- David Breslin
- Baby Comes Home (1980) --- Franklin Kramer
- Foxes (1980) --- Bobby
- In the Beginning (1978) Serie --- Frank (episodios desconocidos)